# عبدالقادر عبدالله‌یف
عبدالقادر عبدالله‌یف (انگلیسی: Abdulkadir Abdullayev؛ زادهٔ ۱۷ ژوئیه ۱۹۸۸) بوکسور اهل جمهوری آذربایجان است.
وی در مسابقات کشوری و بین‌المللی در مجموع برندهٔ ۱ مدال طلا، ۱ مدال برنز شده‌است.